# Isotiocyanat

Strukturen av en Isotiocyanat-grupp.

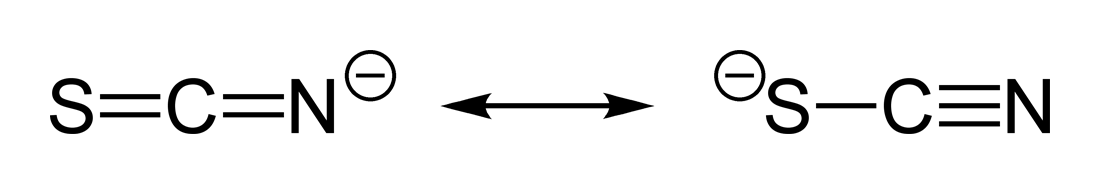
Tautomeri mellan Isotiocyanat och Tiocyanat

Isotiocyanater är en grupp av kemiska föreningar som innehåller gruppen –N=C=S. De kan bland annat minska tillväxten av cancerceller, vilket är visat i djurförsök. De förekommer i växter som vitkål, blomkål, broccoli, wasabi och senap.